# Поп-сюрреализм
Поп-сюрреализм или Лоуброу арт (от англ. lowbrow — малообразованный, примитивный) — направление в современном искусстве, возникшее в конце 1970-х годов в Лос-Анджелесе. В основе направления лежат современные молодежные субкультуры, панк-рок, комиксы и другие символы поп-культуры, доводящие знакомые образы до гипертрофированных, сюрреалитичных форм. В связи с тем, что некоторые художники полагают, что название «лоуброу арт»(англ. Lowbrow) несет в себе самоуничижительный контекст, широкое распространение получило название поп-сюрреализм.
Целью поп-сюрреализма является преодоление ограничений, которые навязываются социальными институтами. Использование художественной иллюстрации в качестве основного канала коммуникации направлено на формирование независимого мнения относительно личностных и глобальных проблем, перед которыми стоит человек и человечество в целом.
Несмотря на то, что большинство работ в стиле поп-сюрреализм существует в виде рисунков, иллюстраций и постеров, данное направление также успешно реализуется в digital art, скульптуре и других видах изобразительного искусства. Важной отличительной чертой лоуброу арт является присутствие разнообразных видов юмора: ирония, каламбур, а также чёрный юмор.

## История
Автором названия лоуброу является художник Роберт Уильямс, известный своими популярными андеграундными комиксами, хот-род иллюстрациями и психоделическими рок-постерами. Он был первым, кто сопоставил непритязательное и невзыскательное искусство с высоким мастерством того времени. Его книга «The Lowbrow Art of Robert Williams» была издана в 1974 году. Впоследствии название книги было взято в качестве наименования молодого формировавшегося художественного движения.
Понятие «лоуброу» появилось в конце XIX века в связи с распространенной практикой того времени делать вывод об умственных способностях личности, основываясь на особенностях его внешности. Считалось, что чем ближе к западу или северу происходит человек, тем выше посажены его брови, согласно отличительным признакам жителей этих регионов, и, следовательно, тем выше уровень его интеллектуальных способностей. Низкое положение бровей ассоциировалось, в первую очередь, с обезьянами. Таким образом, «лоуброу» является категорией, отражающей то, что выходит за рамки «эстетически рафинированного» и «высокоинтеллектуального».
Поворотным пунктом в развитии поп-сюрреализма стало открытие галереи *  — La Luz de Jesus Gallery (рус.) в Голливуде в 1986 году. Владелец галереи Билли Шир (англ. Billy Shire) является одним из первых предпринимателей, который в полной мере оценил главную идею, которую хотели передать художники, стоявшие у истоков формирования этого направления: Роберт Уильямс, Кууп, Тод Шор и др. Его галерея была и остается основополагающим фактором становления поп-сюрреализма.
На настоящий момент насчитывается несколько подкатегорий поп-сюрреализма: NoBrow, New Brow, Neo Pop и Comic Abstraction, которые открывают возможности для использования новых способов самовыражения и способствуют распространению работ на более широкую аудиторию.

## Критика
Многие критики, а также работники музеев и художественных галерей высказывают сомнения в отношении того, можно ли считать поп-сюрреализм традиционным видом изобразительного искусства, так как его представители, которые черпают свое вдохновение из мультфильмов, комиксов и уличных граффити, по большей части не являются профессиональными художниками.
В связи с этим, вопрос о причислении поп-сюрреализма к традиционному изобразительному искусству не подвергается серьезным обсуждениям в среде критиков. В настоящий момент дополнительные трудности в изучении этого направления возникают в связи с тем, что не существует единого мнения по поводу авторства и пути развития поп-сюрреализма. Более того, серьезная проблема восприятия поп-сюрреализма в качестве самостоятельной изобразительной категории заключается в том, что некоторые художники, которых относят к представителям данного жанра, себя к подобным не причисляют.
Известный художественный критик и обозреватель американского еженедельника The Village Voice Питер Шжелдал (англ. Peter Schjeldahl) считает, что успех поп-сюрреализма обусловлен бунтом общества против современных институтов, которые уменьшают значимость свободного духовного развития и личной правды, считая, что могут управлять общественностью и её мнением.

## В массовой культуре
В 1994 году Роберт Уильямс (англ. Robert Williams) вместе с группой единомышленников основал журнал *  — Juxtapoz (рус.), посвященный альтернативному изобразительному искусству. Журнал освещает различные аспекты современного визуального искусства современных субкультур: граффити, тату, постеры, иллюстрирование, ретрокультура, и т. д. Журнал стал открытой площадкой для самореализации художников.
Несмотря на то, что поп-сюрреализм является андеграундным движением, за прошедшее десятилетие значительно увеличилось присутствие работ художников данного направления на постоянных выставках знаменитых художественных музеев, в числе которых Museum of Modern Art, Whitney Museum of American Art, Foundation Cartier и др.
В фильме «New Brow: Contemporary Underground Art» теме поп-сюрреализма выделена главенствующая роль в качестве новой движущей силы американского искусства. В фильме предоставлены интервью уже знаменитых и ещё только начинающих художников, а также коллекционеров, которые знакомят зрителя с зарождающимся и провокационным искусством, которое, по их мнению, ещё не успело надоесть общественности и приятно удивляет.
Полнометражный документальный фильм «The Treasures of Long Gone John» повествует об американском эксцентричном коллекционере музыкальных композиций и объектов изобразительного искусства Джоне Мермисе (англ. Long Gone John), который ставит поп-сюрреализм во главу угла в формировании понимания тенденций современного искусства. Фильм расширяет знания о лоуброу арт как о самостоятельном и самобытном явлении, а рассказывает об истории данного художественного движения, делая акцент на «библии» поп-сюрреализма — журнале Juxtapoz и ярких представителей этого направления.